# لئوناردو دی‌کاپریو
لئوناردو ویلهلم دی‌کاپریو (انگلیسی: Leonardo Wilhelm DiCaprio؛ زادهٔ ۱۱ نوامبر ۱۹۷۴) بازیگر و تهیه‌کنندهٔ آمریکایی است. او برای بازی در فیلم‌های زندگی‌نامه‌ای و تاریخی مشهور است و افتخارات گوناگونی شامل یک جایزهٔ اسکار، یک جایزهٔ بفتا و سه جایزهٔ گلدن گلوب کسب کرده است. فیلم‌های او تا ۲۰۱۹ بیش از ۷٫۲ میلیارد دلار در جهان فروش داشته و نام او هشت بار در رتبه‌بندی‌های سالیانهٔ بازیگران با بیشترین دستمزد در جهان قرار گرفته است.
دی‌کاپریو کارش را اواخر دههٔ ۱۹۸۰ با حضور در آگهی‌های تلویزیونی آغاز کرد. در آغاز دههٔ ۱۹۹۰، او در مجموعه‌های تلویزیونی مختلفی مانند سیت‌کام پدر و مادری نقش‌های تکرارکننده داشت و نخستین نقش سینمایی مطرح خود را با بازی در نقش مؤلف توبیاس وولف در زندگی این پسر (۱۹۹۳) گرفت. او برای بازی در نقش پسری معلول در چه چیزی گیلبرت گریپ را آزار می‌دهد (۱۹۹۳) مورد تحسین منتقدان قرار گرفت و نامزد دریافت جایزهٔ اسکار شد. دی‌کاپریو با بازی در نقش عاشقان بد طالع در فیلم‌های عاشقانهٔ رومئو + ژولیت (۱۹۹۶) و تایتانیک (۱۹۹۷) به شهرت بین‌المللی رسید. پس از اینکه تایتانیک پرفروش‌ترین فیلم آن زمان شد، حجم کاری او تا چندین سال کاهش یافت. دی‌کاپریو به‌منظور از بین بردن وجههٔ قهرمان رمانتیکش، به‌دنبال نقش‌هایی در سایر ژانرها شامل درام‌های جنایی سال ۲۰۰۲ اگه می‌تونی منو بگیر و دارودسته‌های نیویورکی بود؛ فیلم دوم نخستین همکاری او با کارگردان مارتین اسکورسیزی به‌شمار می‌رود.
دی‌کاپریو با نقش‌آفرینی در فیلم زندگی‌نامه‌ای هوانورد (۲۰۰۴)، تریلر سیاسی الماس خونین (۲۰۰۶)، درام جنایی جدامانده (۲۰۰۶) و درام عاشقانهٔ جاده انقلابی (۲۰۰۸) به جلب تحسین منتقدان ادامه داد. او بعدها به ساخت مستندهای محیط زیستی مشغول شد و در چندین پروژهٔ موفق از کارگردانان مطرح شامل فیلم اکشن سرآغاز (۲۰۱۰)، وسترن جنگوی زنجیرگسسته (۲۰۱۲)، زندگی‌نامه‌ای گرگ وال استریت (۲۰۱۳)، درام بقا بازگشته (۲۰۱۵)—که برای آن برندهٔ جایزهٔ اسکار بهترین بازیگر مرد شد—کمدی-درام‌های روزی روزگاری در هالیوود (۲۰۱۹) و بالا رو نگاه نکن (۲۰۲۱) و درام جنایی قاتلان ماه گل (۲۰۲۳) به ایفای نقش پرداخت.
دی کاپریو بنیان‌گذار اپین وی پروداکشنز—کمپانی تولیدی که برخی از فیلم‌هایش و مجموعهٔ مستند گرینزبرگ (۲۰۰۸–۲۰۱۰) را ساخت—و بنیاد لئوناردو دی‌کاپریو—یک سازمان غیرانتفاعی اختصاص داده‌شده به ارتقا آگاهی از محیط زیست—است. او اغلب از اهداف خیرخواهانه پشتیبانی می‌کند و چندین فیلم مستند در زمینهٔ محیط زیست ساخته است. او از ۲۰۱۴ به‌عنوان یکی از سفیران صلح سازمان ملل فعالیت می‌کند. دی‌کاپریو در ۲۰۰۵ به پاس مشارکت‌هایش در فعالیت‌های هنری، عضو ارشد نشان هنر و ادب نامیده شد و در ۲۰۱۶، نام او در فهرست مجلهٔ تایم از ۱۰۰ شخص تأثیرگذار در جهان قرار گرفت. او در نظرسنجیِ ۲۰۲۲ خوانندگان مجلهٔ امپایر به عنوان یکی از ۵۰ بازیگر بزرگ تاریخ انتخاب شد.

## آغاز زندگی
لئوناردو ویلهلم دی‌کاپریو در ۱۱ نوامبر ۱۹۷۴ در لس‌آنجلس، کالیفرنیا زاده شد. او تنها فرزند ایرملین ایندربرکن (منشی وکلای حقوقی) و جورج دی‌کاپریو (توزیع‌کننده و هنرمند کامیک‌های زیرزمینی) است؛ آن‌ها هنگام تحصیل در کالج با یکدیگر آشنا شدند و پس از فارغ‌التحصیلی به لس آنجلس نقل مکان کردند. مادرش آلمانی است و پدرش تبار ایتالیایی و آلمانی دارد. پدربزرگ مادری‌اش، ویلهلم ایندربرکن، آلمانی بود و مادربزرگ مادری‌اش، هلن ایندربرکن، مهاجر روس بود که در آلمان زندگی می‌کرد. دی‌کاپریو به‌عنوان کاتولیک پرورش یافت. منابع به اشتباه مادربزرگ مادری او را متولد اودسا، اوکراین معرفی کرده‌اند؛ هیچ مدرکی مبنی بر اینکه دی‌کاپریو دارای خویشاوندان متولد یا دارای نسب اوکراینی باشد وجود ندارد.
والدین دی‌کاپریو نام او را لئوناردو نهادند زیرا مادرش در دورهٔ بارداری هنگام تماشای نقاشی لئوناردو داوینچی در موزهٔ اوفیتزی در فلورانسِ ایتالیا برای نخستین بار لگدهای او را در شکم خود احساس کرد. هنگامی که دی‌کاپریو یک ساله بود، والدینش پس از اینکه پدرش عاشق زن دیگری شد و از خانه رفت، طلاق گرفتند. والدینش برای بزرگ کردن دیکاپریو با یکدیگر، به کلبه‌های دوقلو با یک باغ مشترک در اکو پارک، لس آنجلس نقل مکان کردند. پدر دی‌کاپریو به‌همراه دوست‌دخترش و پسر دوست‌دخترش به‌نام آدام فارر زندگی می‌کرد. دی‌کاپریو با آدام فارر رابطهٔ نزدیکی برقرار کرد. دی‌کاپریو و مادرش بعدها به محله‌های دیگری مانند لوس فلیس نقل مکان کردند. او پدر و مادرش را «به معنا واقعی کلمه بوهمین» و «افرادی که بیش از همه در دنیا بیشتر به آن‌ها اعتماد دارم» توصیف کرده است. به گفتهٔ دی‌کاپریو، او فقیرانه در محله‌ای — که دچار فحشا، جنایت و خشونت بود — بزرگ شد. او به‌مدت چهار سال در مرکز مطالعات غنی لس آنجلس و بعدها در مدرسهٔ ابتدایی سیدز شرکت کرد. او سپس برای دبیرستان جان مارشال نام‌نویسی کرد. دی‌کاپریو علاقه‌ای به مدارس دولتی نداشت و در عوض قصد داشت برای شغل‌های بازیگری تست بدهد. او بعدها دبیرستان را رها کرد و در نهایت مدرک دیپلم معادل عمومی گرفت.
دی‌کاپریو در کودکی تمایل داشت یا زیست‌شناس دریایی شود یا بازیگر؛ او در نهایت بازیگری را برگزید. او به بازی کردن در نقش شخصیت‌ها و تقلید مردم علاقه داشت و از دیدن واکنش آن‌ها نسبت به بازی خود لذت می‌برد. به‌گفتهٔ دی‌کاپریو، علاقهٔ او به اجرا از دو سالگی آغاز شد، زمانی که در جشنوارهٔ اجرا به روی صحنه رفت و به‌صورت خودجوش رقصید که با واکنش مثبت تماشاچیان مواجه شد. همچنین زمانی که آدام فارر از یک آگهی تلویزیونی ۵۰٬۰۰۰ دلار به‌دست آورد، او برای یادگیری بازیگری انگیزه گرفت. دی‌کاپریو در مصاحبه‌هایی گفته که نخستین حضور تلویزیونی او در مجموعهٔ کودکانه رامپر روم بود و اینکه به‌دلیل ایجاد اختلال از نمایش اخراج شد. مجری برنامه در این خصوص ادعای برکناری بچه‌ها از این برنامه را تکذیب کرده است. در ۱۴ سالگی، او در چندین آگهی تبلیغاتی برای اتومبیل‌های مچ‌باکس حضور یافت و آن را نخستین نقش خود می‌نامد. دی‌کاپریو بعدها در آگهی‌های تبلیغاتی کرفت سینگز، بابل یام و اپل جکز ظاهر شد. او در سال ۱۹۸۹ نقشی را در دو قسمت از برنامهٔ تلویزیونی د نیو لسی بازی کرد.
دی‌کاپریو در ابتدای کارش در یافتن مدیر برنامه با مشکل مواجه بود. هنگامی که مدیر برنامه‌ای را پیدا کرد، او به دی‌کاپریو پیشنهاد داد نام خود را به لنی ویلیامز تغییر دهد تا برای مخاطبان آمریکایی جذابیت داشته باشد، اما او از انجام این کار خودداری کرد. دی‌کاپریو به مدت یک سال و نیم بیکار ماند، هرچند که ۱۰۰ بار تست‌های بازیگری انجام داد. به دنبال فقدان موفقیت، او قصد داشت بازیگری را کنار بگذارد اما پدرش او را متقاعد کرد تا استقامت به‌خرج دهد. به موجب نصیحت پدرش و چشم‌داشت تضمین مالی، او به انجام تست‌های بازیگری ادامه داد. پس از اینکه یک مأمور استعدادیابی که دوستِ مادرش را می‌شناخت، او را به مسئولان انتخاب بازیگر معرفی کرد، دی‌کاپریو نقش‌هایی در حدود ۲۰ آگهی تبلیغاتی به‌دست‌آورد.
تا اوایل دههٔ ۱۹۹۰، دی‌کاپریو به‌طور منظم در تلویزیون به بازیگری پرداخت، و نقشی را در قسمت آزمایشی بیگانگان (۱۹۹۰) و یک قسمت از سانتا باربارا (۱۹۹۰) بازی کرد. او در سانتا باربارا نقش نوجوان الکلی را ایفا کرد. چشم‌انداز شغلی دی‌کاپریو با گزینش او در مجموعهٔ پدر و مادری که بر پایهٔ فیلم کمدی محصول ۱۹۸۹ به همین نام بود، بهبود یافت. او به‌منظور آماده‌سازی برای نقش نوجوان مشکل‌داری به‌نام گری باکمن، اجرای واکین فینیکس در فیلم اصلی را مورد بررسی قرار داد. کار او در آن سال منجر به دو نامزدی در دوازدهمین مراسم جوانان در فیلم شد — بهترین بازیگر جوان در مجموعهٔ روزانه برای سانتا باربارا و بهترین نقش‌آفرینی بازیگر جوان در مجموعهٔ تلویزیونی جدید برای پدر و مادری. در این زمان، او یکی از شرکت‌کنندگان برنامهٔ بازی کودکانه فان هاس بود که در آن چندین بدلکاری — شامل گرفتن ماهی درون استخر کوچکی با استفاده از دندان‌هایش — انجام داد.

## حرفه

### ۱۹۹۱–۱۹۹۶: اوایل کار و پیشرفت
دی‌کاپریو نخستین نقش سینمایی خود را در سال ۱۹۹۱ با بازی در نقش فرزندخواندهٔ یک صاحب‌خانهٔ بی‌مرام در فیلم ترسناک کم‌بودجهٔ مخلوقات ۳ گرفت. او بعدها این نقش را «حد وسط خودت، بدون عمق، کودکی معمول با موی بلوند» توصیف کرد. دی‌کاپریو گفته که ترجیح می‌دهد مخلوقات ۳ را به یاد نیاورد و آن را «احتمالاً یکی از بدترین فیلم‌های تمام ادوار» و گونه‌ای از نقش که تمایل داشت در آینده از آن پرهیز کند در نظر گرفت. بعدها در ۱۹۹۱، او عضو گروه بازیگران تکرارکننده سیت‌کام مسائل اولیه شد و در آن نقش لوک بروور — پسری بی‌خانمان که که به‌وسیلهٔ خانواده اصلی این مجموعه به فرزندی گرفته می‌شود — را ایفا کرد. هم‌بازی جوانا کرنز یادآوری می‌کند دی‌کاپریو «در قبال سنش باهوش و صمیمانه» بود اما خاطرنشان کرد که او در صحنه فیلم‌برداری نیز شیطنت و شوخ بود، و غالباً هم‌بازی‌هایش را مورد تمسخر قرار می‌داد. دی‌کاپریو به‌وسیلهٔ تهیه‌کنندگان برای بازی در این مجموعه انتخاب شد تا مخاطبان زن جوان را جذب کند، اما ورودش باعث بهبود آمار بینندگان نشد و او پیش از پایان پخش مجموعه، آن را ترک کرد. او نامزد جایزه هنرمند جوان در رشتهٔ بهترین بازیگر جوان با نقش‌آفرینی مشترک در مجموعهٔ تلویزیونی شد. دی‌کاپریو همچنین در یکی از قسمت‌های سال ۱۹۹۱ مجموعهٔ روزان نقش نامشخصی داشت.
در سال ۱۹۹۲، دی‌کاپریو نقش کوتاهی در قسمت نخست مجموعهٔ سینمایی پیچک سمی داشت، و به‌وسیلهٔ رابرت دنیرو از فهرست نهایی ۴۰۰ بازیگر جوان برای هم‌بازی‌شدن با او در زندگی این پسر برگزیده شد. این فیلم با اقتباس از خاطرات توبیاس وولف، بر رابطهٔ میان نوجوانی سرکش به‌نام توبی (دی‌کاپریو) و مادرش (الن بارکین) و ناپدری بدزبان (دنیرو) متمرکز است. کارگردان مایکل کاتن-جونز گفت دی‌کاپریو نمی‌داند چگونه سر صحنه فیلم‌برداری رفتار کند. نتیجتاً، کاتن-جونز نوعی شیوهٔ راهبری سختگیرانه به کار گرفت که پس از آن رفتار دی‌کاپریو رو به بهبودی رفت. بیلگه ابیری از رولینگ استون متوجه شد که پیوند قدرتمند میان بارکین و دی‌کاپریو باعث ارتقای فیلم شده و نحوهٔ رشد پیچیدهٔ شخصیت دی‌کاپریو از یک نوجوان شورشی به یک مرد جوان مستقل را ستایش کرد. زندگی این پسر نخستین فیلمی بود که نگاه‌ها را به او جلب کرد.
دی‌کاپریو نقش برادر معلول شخصیتِ جانی دپ را در کمدی-درام چه چیزی گیلبرت گریپ را آزار می‌دهد (۱۹۹۳) بازی کرد. دی‌کاپریو به‌وسیلهٔ کاتن-جونز به کارگردان لاسه هالستروم معرفی شد. هالستروم در ابتدا مردد بود، زیرا عقیده داشت دی‌کاپریو برای این نقش بیش از حد خوش‌ظاهر بود. هالستروم پس از اینکه دی‌کاپریو به‌عنوان «حواس‌جمع‌ترین» شرکت‌کننده در تست بازی مطرح شد، او را برای این نقش برگزید. دی‌کاپریو به‌منظور اطمینان از صحت نقش‌آفرینی خود، در مورد کودکان به همین‌گونه آسیب‌دیده و طرز رفتارهای آن‌ها به تحقیق و مطالعه پرداخت. این فیلم موفقیتی هنری بود. دی‌کاپریو در ۱۹ سالگی جایزهٔ هیئت ملی بازبینی را به‌دست آورد و نامزد جوایز گلدن گلوب و اسکار بهترین بازیگر نقش مکمل مرد شد. او هفتمین نامزد جوان اسکار در این رشته شد. جانت ماسلین، منتقد نیویورک تایمز، اجرای دی‌کاپریو در سرتاسر فیلم را تأثیرگذار عنوان کرد. کارین جیمز، دیگر منتقد نیویورک تایمز، دربارهٔ اجراهایش در زندگی این پسر و چه چیزی گیلبرت گریپ را آزار می‌دهد گفت: «او حاجت خام و عاطفی آن پسرها را کاملاً طبیعی و قدرتمند ساخت.»
نخستین نقش سال ۱۹۹۵ دی‌کاپریو در وسترن سریع و مرده ساختهٔ سم ریمی بود. هنگامی که سونی پیکچرز در خصوص انتخاب دی‌کاپریو مشکوک شد، هم‌بازی‌اش شارون استون خودش دستمزد دی‌کاپریو را پرداخت. این فیلم عملکرد ضعیفی در گیشه داشت و منتقدان آن به آن نظر مثبتی ندادند. دی‌کاپریو در ادامه نقش جیم کرولِ نوجوان (بازیکن بسکتبال و نویسندهٔ رو به رشد معتاد به مواد مخدر) را در فیلم زندگی‌نامه‌ای خاطرات بسکتبال بازی کرد. او در درام شهوانی کسوف کامل (۱۹۹۵) ایفای نقش کرد که بر تمایل نمایش اجرایی استثنایی متکی بود. این فیلم بیشتر بر استعداد بازیگری دی‌کاپریو تمرکز می‌کرد تا جذابیت جسمانی مورد بحث او. این فیلم به کارگردانی آگنیشکا هولاند، روایتی تخیلی از رابطه همجنس‌گرایانهٔ آرتور رمبو (دی‌کاپریو) و پل ورلن (دیوید تیولیس) است. دی‌کاپریو زمانی برای این نقش انتخاب شد که ریور فینیکس پیش از آغاز فیلم‌برداری درگذشته بود. اگرچه این فیلم از نظر تجاری شکست خورد، اما در کاتالوگ بایگانی وارنر (که فیلم‌های کلاسیک و دارای مخاطب خاص از برادران وارنر را در ویدئوی خانگی منتشر می‌کند) گنجانده شده است. سان فرانسیسکو کرونیکل دی‌کاپریو را «وعدهٔ بازیگری عالی نسل خودش» خواند، اما از عدم تطابق بین لهجهٔ بریتانیایی «متمدن» تیولیس و «صدای تو دماغی کالیفرنیای جنوبی» دی‌کاپریو انتقاد کرد.
دی‌کاپریو سپس در رومئو + ژولیت (۱۹۹۶) ساختهٔ باز لورمن مقابل کلر دینز به ایفای نقش پرداخت، که مدرن‌سازی مختصری از تراژدی رمانتیک به همین نام اثر ویلیام شکسپیر بود که دیالوگ اصلی وابسته به آثار شکسپیر در آن حفظ شده است. دی‌کاپریو ابتدا از اقتباس دیگر رومئو و ژولیت مردد بود، اما به پیشنهاد پدرش، موافقت کرد که کار لورمن را با دقت بیشتری امتحان کند. سپس دی‌کاپریو و لورمن یک جلسهٔ دو هفته‌ای را صرف تبادل نظر کردند که منجر به این هم‌کاری شد. رومئو + ژولیت دی‌کاپریو را به‌عنوان بازیگری برجسته در هالیوود معرفی کرد. به گفتهٔ موری پومرنس، محقق سینما، محبوبیت تازه کشف‌شدهٔ دی‌کاپریو باعث شد فیلم تنها چند روز پس از اکران به سودآوری برسد. دیوید تامسون از گاردین با مرور آثار اولیهٔ دی‌کاپریو، او را «یک مکاشفه» در چه چیزی گیلبرت گریپ را آزار می‌دهد، «بسیار تأثیرگذار» در زندگی این پسر، «بسیار از جان گذشته» در خاطرات بسکتبال و «یک جرقهٔ حیاتی» در رومئو + ژولیت نامید. رومئو + ژولیت برای دی‌کاپریو خرس نقره‌ای برای بهترین بازیگر مرد در جشنواره بین‌المللی فیلم برلین ۱۹۹۷ را به ارمغان آورد. او سپس در اتاق ماروین (۱۹۹۶) نقش مرد جوانی را بازی کرد که به آسایشگاه روانی فرستاده می‌شود؛ این درام خانوادگی دربارهٔ دو خواهر جدا شده با بازی مریل استریپ و دایان کیتن است که در خلال تراژدی دوباره به هم می‌پیوندند. او نقش هنک، پسر نابسامان شخصیت استریپ را بازی کرد. لیزا شوارتزبام از انترتینمنت ویکلی «دی‌کاپریوی عمیقاً با استعداد» را بابت ایستادگی در شرایط سخت مقابل بازیگران زن سابقه‌دار یعنی کیتن و استریپ ستایش کرد.

### ۱۹۹۷–۲۰۰۱:تایتانیکو شهرت جهانی
دی‌کاپریو پیشنهاد بازی در بوگی نایتز (۱۹۹۷) را نپذیرفت و در تایتانیک (۱۹۹۷) ساختهٔ جیمز کامرون نقش‌آفرینی‌آفرینی کرد. او و کیت وینسلت نقش افرادی از طبقات اجتماعی متضاد را بازی کردند که در عرشهٔ آرام‌اس تایتانیک طی نخستین سفر بدفرجام آن عاشق یکدیگر می‌شوند. دی‌کاپریو ابتدا در این مورد تردید داشت، اما سرانجام کامرون به او دلگرمی داد تا این نقش را عهده‌دار شود. این فیلم که بودجهٔ تولید آن بیش از ۲۰۰ میلیون دلار بود، پرهزینه‌ترین ساختهٔ آن زمان محسوب می‌شد و فیلم‌برداری در روساریتو بیچ که در آن‌جا ماکت کشتی ساخته شده بود، صورت گرفت. تایتانیک پرفروش‌ترین فیلم آن زمان شد، و در نهایت بیش از ۲٫۱ میلیارد دلار در جهان فروش داشت. نقش جک داوسون، دی‌کاپریو را به یک اَبَرستاره تبدیل کرد و منجر به عشق‌ورزی شدیدی از سوی دختران نوجوان و زنان جوان شد و به «لئو-مانیا» (Leo-mania) معروف گردید. این فیلم ۱۱ جایزهٔ اسکار—بیش از هر فیلم دیگری— شامل بهترین فیلم برنده شد، اما ناکامی دی‌کاپریو در کسب نامزدی منجر به اعتراض بیش از ۲۰۰ طرفدار به آکادمی علوم و هنرهای سینما شد. او نامزد دریافت جوایز مطرح دیگری از جمله گلدن گلوب بهترین بازیگر مرد شد.

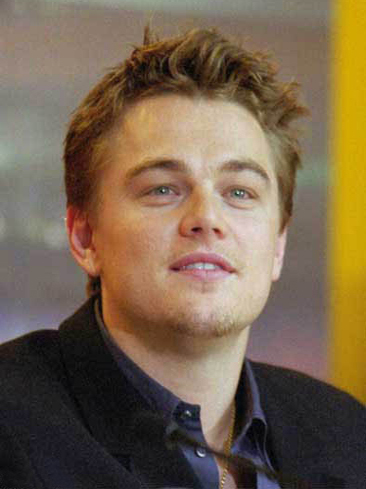
دی‌کاپریو در نشست مطبوعاتی ساحل در ۲۰۰۰

دی‌کاپریو در سال ۲۰۰۰ گفت: «در زمان پدیدهٔ تایتانیک  [...] هیچ‌گونه رابطه‌ای با خود نتوانستم برقرار کنم  [...] دیگر به آن شهرت دست نخواهم یافت و انتظار مجددش را هم ندارم  [...] چیزی نیست که حالا دیگر به دنبالش باشم.» در مقالهٔ سال ۲۰۱۵ رولینگ استون، بیلگه ابیری نقش دی‌کاپریو را بهترین عنوان کرد و نوشت که او و وینسلت «کش و قوس صمیمانه خودشان را با هیجان بسیار خالصانه‌ای القا می‌کنند که سخت است شیفتهٔ رابطه عاشقانه محکوم به فنای آن‌ها نشویم.» به‌طور مشابه نویسنده‌ای از ونتی فر در سال ۲۰۰۸ آن‌ها را «ماندگارترین زوج سینمایی هالیوود» از زمان هامفری بوگارت و اینگرید برگمن نامید. آلیسا ویلکینسون در وبگاه واکس که دربارهٔ نخستین فیلم مشاهده‌شده‌اش در سال ۲۰۱۷ مقاله می‌نوشت، به «دلبری پسرمانند» دی‌کاپریو توجه داشت و نقش‌آفرینی او را «طبیعی و بی‌ریا» توصیف کرد. موفقیت تایتانیک باعث تشدید جایگاه دی‌کاپریو به‌عنوان آیدل نوجوان و بازیگر عاشقانه شد. او در صدد آن بود که از این وجهه فاصله بگیرد. او حجم کار خود را کاهش داد و به‌دنبال نقش‌هایی بود که خودش به آن‌ها علاقه داشته باشد.
دی‌کاپریو نقش برجستهٔ کوتاهی در طنز شهرت سال ۱۹۹۸ وودی آلن، یعنی ستاره مشهور داشت. ابیری او را «بهترین چیز در این فیلم» نامید. او در همان سال نقش دوگانه‌ای از لوئی چهاردهمِ شرور و برادر دوقلوی مخفی و دلسوزش را در مردی با نقاب آهنین از رندل والاس به عهده گرفت. منتقدان به این فیلم نقدهای متفاوت تا منفی دادند، اما ۱۸۰ میلیون دلار در مقابل بودجه ۳۵ میلیون دلاری فروش داشت. اووِن گلیبرمن، منتقد انترتینمنت ویکلی نوشت دی‌کاپریو برای بازی در این نقش به اندازهٔ کافی مسن به نظر نمی‌رسید، اما او را به‌عنوان «بازیگری دگرگون‌پذیر و ناخودآگاه، با چهره یک فرشته خبیث» تحسین کرد. الکس فون تونزلمان در گاردین نیز به همین ترتیب تحت تأثیر اجرای این بازیگر قرار گرفت اما استعداد او در فیلم را هدر رفته دانست.
همچنین در سال ۱۹۹۸، دی‌کاپریو برای بازی در فیلم روانی آمریکایی (۲۰۰۰) با دستمزد ۲۰ میلیون دلاری برگزیده شد. پس از اختلاف نظر با الیور استون بر سر کارگردانی فیلم، دی‌کاپریو از پروژه بیرون رفت و به جای آن نقش اصلی ساحل را بر عهده گرفت. او در این فیلم اقتباسی، نقش یک گردشگر کوله‌گَرد آمریکایی را بازی کرد که در یک جزیره مخفی در خلیج تایلند سر درمی‌آورد. این فیلم با بودجهٔ ۵۰ میلیون دلاری ساخته شد و تقریباً سه برابر بیشتر از بودجهٔ ساخت در گیشه به دست آورد، اما از سوی منتقدان مورد نقد منفی قرار گرفت و نامزدی جایزه تمشک طلایی بدترین بازیگر مرد را برای او به ارمغان آورد. تاد مک‌کارتی در ورایتی فکر می‌کرد که دی‌کاپریو اجرای قانع‌کننده‌ای داشت، اما شخصیت او فاقد صفات تعیین‌کننده بود. این فیلم به دلیل آسیب رساندن به مکان فیلم‌برداری در تایلند مورد انتقاد قرار گرفت. پس از آن، دی‌کاپریو برای بازسازی این ناحیه تلاش کرد.
در میانهٔ دههٔ ۱۹۹۰، دی‌کاپریو موافقت کرد در فیلم کوتاه سیاه‌وسفید عمدتاً بالبداهه آلوی دان بازی کند. زمانی که کارگردان آن را به فیلم بلند گسترش داد، دی‌کاپریو و هم‌بازی توبی مگوایر اعلام کردند که هرگز قصد ساخت فیلم بلندی را نداشتند، و از اکران آن در ایالات متحده و کانادا با حکم دادگاه جلوگیری شد. این فیلم برای نخستین بار در جشنواره بین‌المللی فیلم برلین سال ۲۰۰۱ به نمایش درآمد اما همچنان مبهم است.

### ۲۰۰۲–۲۰۰۹: اقدام به تولید فیلم

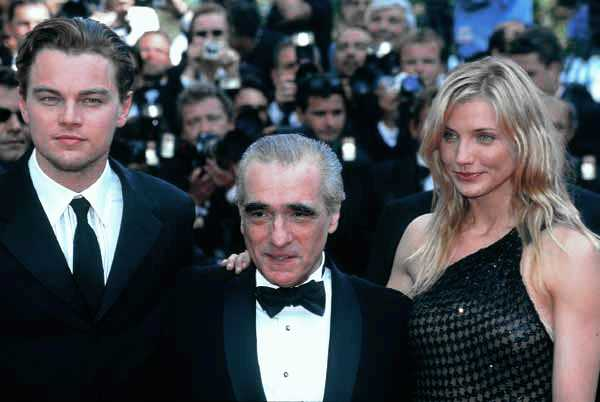
دی‌کاپریو با مارتین اسکورسیزی و کامرون دیاز در رویداد دارودسته‌های نیویورکی در جشنواره فیلم کن ۲۰۰۲

دی‌کاپریو پیشنهاد نقش آناکین اسکای‌واکر در جنگ ستارگان: قسمت دوم – حمله کلون‌ها (۲۰۰۲) را رد کرد و در آن زمان احساس می‌کرد برای آن آمادگی نداشت. نخستین فیلم او در آن سال، فیلم زندگی‌نامه‌ای اگه می‌تونی منو بگیر بود. این فیلم مبتنی بر سرگذشت فرانک ابگنیل بود که پیش از تولد ۱۹ سالگی‌اش، در دهه ۱۹۶۰ برای کسب درآمد میلیونی به کلاهبرداری پرداخت. این فیلم به کارگردانی استیون اسپیلبرگ در عرض ۵۲ روز در ۱۴۷ مکان مختلف فیلم‌برداری شد و آن را به «ماجراجویی‌ترین و پرمخاطره‌ترین» فیلمی تبدیل کرد که دی‌کاپریو تا به حال تجربه کرده است. این فیلم مورد تحسین منتقدان قرار گرفت و ۳۵۵ میلیون دلار فروخت که پس از تایتانیک، دومین اکران پرفروش او شد. راجر ایبرت جدایی او از شخصیت‌های تاریک و مشکل‌دارِ فیلم‌های پیشین را ستود و دو منتقد انترتینمنت ویکلی در سال ۲۰۱۸ آن را بهترین نقش دی‌کاپریو نامیدند و او را «بسیار متقاعد کننده، فریبنده، عشوه‌گر و گاهی غم‌انگیز» توصیف کردند. دی‌کاپریو برای این اجرا سومین نامزدی گلدن گلوب خود را به دست آورد.
همچنین در سال ۲۰۰۲، دی‌کاپریو در فیلم دارودسته‌های نیویورکیِ مارتین اسکورسیزی به ایفای نقش پرداخت. داستان این درام تاریخی در میانهٔ سدهٔ نوزدهم در منطقه فایو پوینتز شهر نیویورک اتفاق می‌افتد. اسکورسیزی در ابتدا با فروش ایده خود برای تحقق بخشیدن به این فیلم مشکل داشت تا اینکه دی‌کاپریو به بازی در این فیلم علاقه‌مند شد و به این ترتیب میرامکس تأمین مالی پروژه را به عهده گرفت. با این وجود در مراحل تولید، رقم بودجه از حد خارج شد و اختلافات تهیه‌کننده و کارگردان منجر به فیلم‌برداری هشت‌ماهه شد. این فیلم با بودجه ۱۰۳ میلیون دلاری، پرهزینه‌ترین فیلمی بود که اسکورسیزی تا به حال ساخته بود. دی‌کاپریو به ایفای نقش آمستردام والون، رهبر جوان یک باند خیابانی ایرلندی-آمریکایی، مجذوب شد، زیرا این نقش برخلاف نقش‌های «پسرانه» در فیلم‌های قبلی، نشان‌دهندهٔ گرایش به نقش مردان بالغ بود. دارودسته‌های نیویورکی ۱۹۳ میلیون دلار در سرتاسر جهان فروش داشت و بازخورد مثبتی از منتقدان گرفت. آن تامپسون در آبزرور به «اجرای بی‌تکلف و مصمم دی‌کاپریو» اشاره کرد، اما احساس کرد که همبازی‌اش دنیل دی-لوئیس، او را زیر سایهٔ خود قرار داده است.
در سال ۲۰۰۴، دی‌کاپریو شرکت تولیدی اپین وی پروداکشنز را بنیان نهاد. او در طول ایجاد شرکت، علاقه‌مند به یافتن منابع منحصر به فرد و حفظ ماهیت آن بود، و با استناد به تجربیات قبلی که در آن مشارکت افراد بیش از حد بر محصول نهایی تأثیر منفی داشت، اشاره کرد. دی‌کاپریو نخست تهیه‌کنندهٔ اجرایی فیلم ترور ریچارد نیکسون بود که شان پن در آن بازی کرد، و در جشنواره فیلم کن ۲۰۰۴ به نمایش درآمد. دی‌کاپریو و اسکورسیزی با فیلم زندگی‌نامه‌ای هوانورد دوباره با یکدیگر کار کردند. این فیلم دربارهٔ هوارد هیوز، کارگردان آمریکایی و پیشگام هوانوردی، بود که از اختلال وسواسی-جبری رنج می‌برد. او در ابتدا پروژه را با مایکل مان توسعه داد که در اسکورسیزی جایگزین او شد. هوانورد به موفقیت هنری و تجاری دست یافت. سیموند براوند در امپایر فکر می‌کرد که دی‌کاپریو به طرز قانع‌کننده نقش پیچیده‌ای را بازی می‌کرد و به صحنه‌های نمایان‌گر بدگمانی و وسواس هیوز تأکید داشت. او برای نخستین بار برندهٔ جایزه گلدن گلوب بهترین بازیگر مرد و به علاوه نامزد جوایز اسکار، بفتا و انجمن بازیگران فیلم شد.
در سال ۲۰۰۶، دی‌کاپریو در فیلم جنایی جدامانده و تریلر جنگی سیاسی الماس خونین بازی کرد. در رفتگان ساختهٔ اسکورسیزی، او نقش مأمور پلیسی را بازی کرد که مخفیانه در باند گانگستری ایرلندی در بوستون مشغول به کار بود. دی‌کاپریو به‌ویژه تجربه کار با هم‌بازی‌اش جک نیکلسون را دوست داشت و سکانسی با او را «یکی از به‌یادماندنی‌ترین لحظات» زندگی خود به عنوان بازیگر توصیف کرد. هنگام آماده‌سازی، او از بوستون بازدید کرد تا با افراد مرتبط با اوباش ایرلندی ارتباط برقرار کند و ۶٫۸ کیلوگرم عضله به دست آورد. این فیلم مورد تحسین قرار گرفت و با فروش ۲۹۱ میلیون دلار، تا آن زمان به پردرآمدترین همکاری دی‌کاپریو و اسکورسیزی تبدیل شد. پیتر ترورز در رولینگ استون، با ستایش دی‌کاپریو و هم‌بازی‌اش مت دیمون، اجراهای آن‌ها را «انفجاری، از نظر احساسی پیچیده» نامید، اما احساس کرد که نیکلسون این دو را تحت‌الشعاع قرار داده است. علی‌رغم نقش اصلی دی‌کاپریو در جدامانده، توزیع‌کننده فیلم یعنی برادران وارنر پیکچرز، اجرای او را برای نامزدی بهترین بازیگر نقش مکمل مرد در آکادمی علوم و هنرهای سینما ارسال کرد تا از تناقض با نقش او در الماس خونین جلوگیری کند. در عوض، هم‌بازی او مارک والبرگ نامزد شد؛ اگرچه دی‌کاپریو برای جدامانده جوایز دیگری از جمله جایزه ستلایت بهترین بازیگر نقش مکمل مرد و نامزدی بهترین بازیگر مرد در گلدن گلوب و بفتا را به دست آورد.

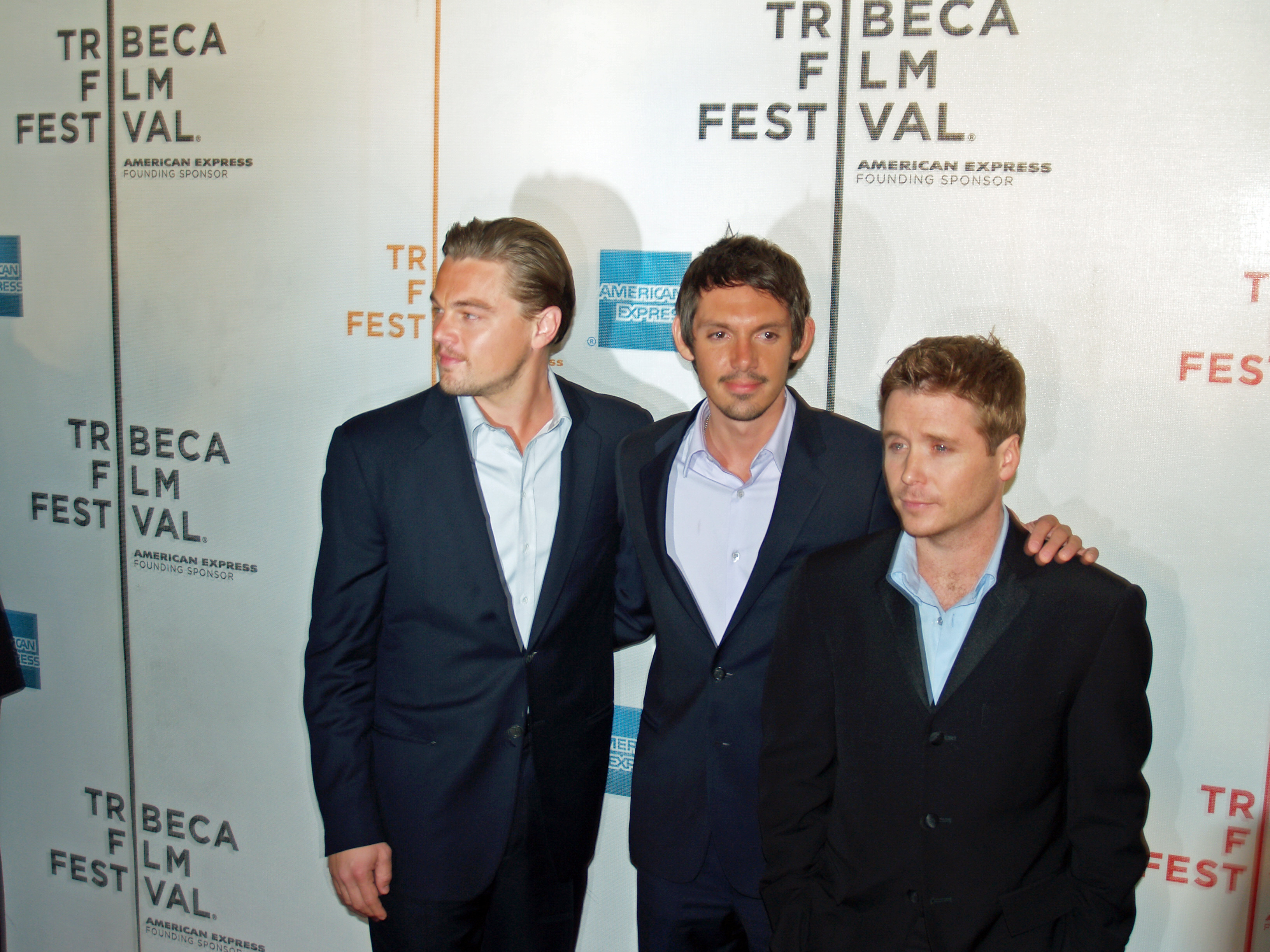
از راست به چپ: کوین کانلی، لوکاس هاس و دیکاپریو در جشنواره فیلم ترایبکا؛ مه ۲۰۰۷

در الماس خونین، دی‌کاپریو نقش قاچاقچی الماس اهل رودزیا را بازی کرد که در جنگ داخلی سیرالئون شرکت دارد. در حین فیلم‌برداری، او با ۲۴ کودک یتیم از روستای کودکان اس‌اواس، در ماپوتو، موزامبیک کار کرد و گفت که از تعاملات خود با آن‌ها قدردان است. او برای آماده شدن، شش ماه را در آفریقا گذراند، استتار را از افراد شاغل در ارتش آفریقای جنوبی آموخت و با مردم این کشور در تعامل بود تا لهجهٔ خود را بهبود بخشد. این فیلم نقدهای عموماً مطلوبی داشت، و دی‌کاپریو به‌خاطر لهجهٔ آفریقای جنوبی‌اش که تقلید آن عموماً دشوار بود، مورد توجه قرار گرفت. کلودیا پویگ از یواس‌ای تودی به نشانهٔ تأیید، به تحول دی‌کاپریو از پسر به مرد در پردهٔ سینما تأکید داشت، و به‌طور مشابه، ان هورنادی در واشینگتن پست به رشد بازیگری او پس از رفتگان اشاره کرد. دی‌کاپریو برای الماس خونین نامزد جوایز اسکار و گلدن گلوب شد.
در سال ۲۰۰۷، دی‌کاپریو تهیه‌کنندهٔ درام کمدی باغبان عدن بود که به گفتهٔ فرنک شک در هالیوود ریپورتر، این فیلم درام و کمدی سیاه لازم برای ارتباط با مخاطبان را نداشت. بعداً در همان سال، او تهیه‌کنندگی، نویسندگی مشترک و گویندگی یازدهمین ساعت را به عهده داشت. این مستند دربارهٔ وضعیت محیط زیست بود که جایزه سینمایی مؤسسه دیده‌بان زمین را در سال ۲۰۰۸ دریافت کرد. شرکت تولیدی دی‌کاپریو مجموعهٔ گرینزبرگ (۲۰۰۸–۲۰۱۰) را تولید کرد که به مدت سه فصل پخش شد. همچنین در سال ۲۰۰۸، دی‌کاپریو در فیلم جاسوسی یک مشت دروغ ظاهر شد. او نقش یکی از سه مأموری را بازی کرد که با سازمان تروریستی در خاورمیانه مبارزه می‌کردند. به نظر دی‌کاپریو، این فیلم بازگشتی به فیلم‌های سیاسی دههٔ ۱۹۷۰ مانند نمای پارالاکس (۱۹۷۴) و سه روز کرکس (۱۹۷۵) بود. او موهای خود را به رنگ قهوه‌ای تغییر داد و برای این نقش از لباس‌های قهوه‌ای‌رنگ استفاده کرد. منتقدان نقدهای متفاوتی به این فیلم دادند، و بیش از ۱۱۸ میلیون دلار فروش داشت در حالی که بودجهٔ آن ۶۷٫۵ میلیون دلار بود.
بعدها در سال ۲۰۰۸، دی‌کاپریو و کیت وینسلت برای درام جادهٔ انقلابی (۲۰۰۸) که به‌دست همسر وقت وینسلت، سم مندس، کارگردانی شد، با یکدیگر همکاری کردند. از آنجایی که هر دو بازیگر تمایلی به ساخت فیلم‌های عاشقانهٔ مشابهٔ تایتانیک نداشتند، وینسلت بود که پیشنهاد داد دی‌کاپریو و مندس با او بر روی اقتباسی سینمایی از رمان چاپ ۱۹۶۱ به همین نام اثر ریچارد ییتس کار کنند. وینسلت پی برد که فیلم‌نامهٔ آن به نویسندگی جاستین هیث مقدار ناچیزی وجه اشتراک با فیلم پرفروش تایتانیک محصول ۱۹۹۷ داشت. برای بازی در نقش زن و شوهری در ازدواج در حال فروپاشی در دههٔ ۱۹۵۰، دی‌کاپریو و وینسلت حین آماده‌سازی مدتی را با هم سپری کردند و دی‌کاپریو در صحنهٔ فیلم‌برداری کوچکی که استفاده می‌کردند احساس تنگناهراسی داشت. او شخصیت خود را «ناقهرمانانه»، «اندکی ضعیف‌النفس» و فردی «مایل به اینکه فقط محصول اطرافیان خود باشد» می‌دید. پیتر ترورز جفت شدن دی‌کاپریو با وینسلت و اجرای چندلایهٔ دی‌کاپریو از شخصیتی آشفته را پسندید، و مارشال سلا از جی‌کیو آن را «بالغانه‌ترین و به‌یادماندنی‌ترین اجرای دوران زندگی‌اش» نامید. دی‌کاپریو برای هفتمین بار نامزد دریافت جایزهٔ گلدن گلوب شد. جادهٔ انقلابی بیش از ۷۵ میلیون دلار در مقابل بودجهٔ ۳۵ میلیون دلاری فروش داشت. او دههٔ ۲۰۰۰ را با تهیه‌کنندگی تریلر وحشت روان‌شناختی یتیم (۲۰۰۹) به کارگردانی ژاومه کویت-سرا و با بازی ورا فارمیگا، پیتر سارسگارد و ایزابل فورمن به اتمام رساند. اگرچه بازخورد این فیلم ضد و نقیض بود، اما با موفقیت تجاری همراه بود.

### ۲۰۱۰–۲۰۱۳: فیلم‌هایی با کارگردانان مطرح
دی‌کاپریو در فیلم مهیج روان‌شناختی سال ۲۰۱۰ جزیره شاتر به همکاری با اسکورسیزی ادامه داد. او در این فیلم نقش مارشال آمریکایی در حال تحقیق از تأسیسات روان‌پزشکی واقع در جزیره‌ای را بازی کرد که سلامت روانی خودش زیر سؤال می‌رود. دی‌کاپریو و اسکورسیزی در سال ۲۰۰۷ به این پروژه علاقه‌مند شدند. دی‌کاپریو این فیلم را مشترکاً زیر نظر اپین وی با فینیکس پیکچرز تولید کرد. به‌دلیل صحنه‌های آزاردهندهٔ فیلم، دی‌کاپریو طی مراحل تولید کابوس‌های کشتار جمعی دید و استراحت با دوستانش را نوعی روان‌درمانی می‌دانست. این فیلم هنگام انتشار با نقدهای متفاوتی روبه‌رو شد؛ پیتر بردشاو در گاردین کارگردانی اسکورسیزی و بازیگری را ستود اما به پایان پیچیدهٔ فیلم انتقاد وارد کرد. پیتر ترورز آن را «فراموش‌نشدنی‌ترین و از لحاظ احساسی پیچیده‌ترین اجرای دی‌کاپریو تا به حال» نامید و به‌ویژه سکانس داخل غار او با هم‌بازی‌اش پاتریشا کلارکسون را پسندید. این فیلم موفقیتی تجاری بود و ۲۹۴ میلیون دلار به‌رغم بودجهٔ ۸۰ میلیون دلاری فروش جهانی داشت.

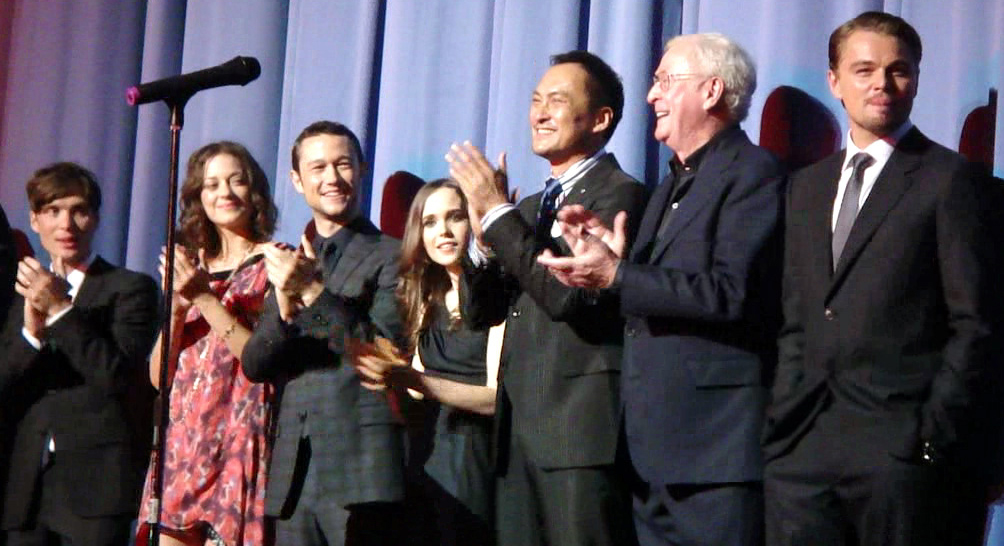
دی‌کاپریو (نخستین نفر از راست) با بازیگران تلقین در افتتاحیهٔ این فیلم در سال ۲۰۱۰

دومین نقش سالِ ۲۰۱۰ دی‌کاپریو در فیلم علمی تخیلی تلقین از کریستوفر نولان بود که مورد تحسین منتقدان قرار گرفت. او در این فیلم نقش یک «استخراج‌کننده» به‌نام دام کاب را ایفا می‌کند که با نفوذ به ضمیر ناخودآگاه افراد، اطلاعات غیرقابل دسترسی آن‌ها را می‌دزدد. به کاب پیشنهاد داده می‌شود که در ازای کاشت ایده‌ای در ذهن یک سرمایه‌دار شرکتی، فرصتی برای بازیافتن زندگی قدیمی خود پیدا کند. دی‌کاپریو مجذوب ایدهٔ «رویادزدی» و پتانسیل شخصیتش به‌منظور دست‌کاری عالم رؤیا و تأثیرگذاری بر زندگی واقعی خود بود. این فیلم که با بودجهٔ ۱۶۰ میلیون دلاری ساخته شد، ۸۳۶ میلیون دلار در سرتاسر جهان فروخت و دومین فیلم پرفروش دی‌کاپریو شد. دی‌کاپریو برای بازی در این فیلم، با کاهش دستمزد از مزد ۲۰ میلیون دلاری خود موافقت کرد و در عوض سهمی از درآمد اکران را انتخاب کرد که به او درصدی از فروش بلیت سینما را می‌داد. این مخاطره برای او ثمربخش بود، زیرا دی‌کاپریو ۵۰ میلیون دلار از این فیلم به دست آورد و به بالاترین دستمزد او تبدیل شد.
دی‌کاپریو نقش جی. ادگار هوور را در فیلم جی. ادگار (۲۰۱۱) ساختهٔ کلینت ایستوود بازی کرد. این فیلم که زندگی هوور را شرح می‌دهد، بر کار او به‌عنوان مدیر اف‌بی‌آی و نیز زندگی خصوصی او به عنوان یک هم‌جنس‌گرای پنهان تمرکز دارد. منتقدان احساس کردند که فیلم در کل فاقد انسجام است، اما اجرای دی‌کاپریو را تحسین کردند. راجر ایبرت توانایی دی‌کاپریو در ایجاد عمق و ظرافت به این شخصیت را ستود و گفت که نقش‌آفرینی او جنبه‌هایی از شخصیت هوور را بیان می‌کند که احتمالاً حتی برای خود این مرد نیز ناشناخته بود. همچنین در سال ۲۰۱۱، او تهیه‌کنندهٔ فیلم ترسناک عاشقانهٔ شنل‌قرمزی بود. اگرچه این فیلم از سوی مجله تایم به‌عنوان یکی از ده فیلم بد سال ۲۰۱۱ معرفی شد، اما بازدهٔ متوسطی در گیشه داشت. همچنین در آن سال، شرکت تولیدی دی‌کاپریو، درام سیاسی جرج کلونی، یعنی نیمه ماه مارس را تولید کرد.
دی‌کاپریو در سال ۲۰۱۲ نقش مالک مزرعه‌ای را در فیلم وسترن اسپاگتی کوئنتین تارانتینو، یعنی جنگوی زنجیرگسسته، بازی کرد. پس از خواندن فیلم‌نامه، دی‌کاپریو از میزان نژادپرستی که در فیلم به تصویر کشیده شده بود، احساس ناخشنودی داشت، اما هم‌بازی‌هایش و تارانتینو او را متقاعد کردند تا به کار خود ادامه دهد. هنگام فیلم‌برداری، دی‌کاپریو به‌طور تصادفی دست خود را به‌وسیلهٔ شیشه برید، اما فیلم‌برداری را ادامه داد و تارانتینو تصمیم گرفت از این برداشت در محصول نهایی استفاده کند. منتقدان این فیلم را تحسین کردند؛ یکی از نویسندگان مجله وایرد او را بابت بازی در نقشی شرورانه ستایش کرد و متوجه بیمناکی اجرای او شد. این فیلم برای دی‌کاپریو نامزدی جایزه گلدن گلوب بهترین بازیگر نقش مکمل مرد را به دنبال داشت. جنگوی زنجیرگسسته با بودجه ۱۰۰ میلیون دلاری ساخته شد، اما ۴۲۵ میلیون دلار در سراسر جهان فروش داشت.
دی‌کاپریو در ژانویهٔ ۲۰۱۳ گفت که جهتِ انجام اهداف مفید برای محیط زیست در سرتاسر جهان، مدت طولانی از بازیگری فاصله خواهد گرفت. او در آن سال چهار اکران به‌عنوان بازیگر و تهیه‌کننده داشت. نخستین کار او در نقش میلیونر جی گتسبی در گتسبی بزرگ ساختهٔ باز لورمن بود که اقتباسی از رمان سال ۱۹۲۵ به همین نام اثر اف. اسکات فیتزجرالد به‌شمار می‌رفت و در آن با کری مولیگان و توبی مگوایر هم‌بازی شد. این فیلم نقدهای متفاوتی از سوی منتقدان دریافت کرد، اما اجرای دی‌کاپریو مورد تحسین قرار گرفت و جایزه اکتا در رشتهٔ بهترین بازیگر مرد را برای او به ارمغان آورد. رافر گوزمن، منتقد نیوزدی نوشت که دی‌کاپریو نه تنها «سرسخت [...] بلکه آسیب‌پذیر، احساس‌برانگیز، بامزه، فریب‌دهنده و انسانی بود. این یک عملکرد فوق‌العاده و سخت به دست آمده است.» مت زولر سیتز از وبگاه راجر ایبرت، اجرای او را «بزرگ‌ترین و ساده‌ترین جلوه ویژه فیلم» و «نمادین— شاید بهترین کار خود» توصیف کرد. این فیلم ۳۵۳ میلیون دلار در سرتاسر جهان فروخت که فروش آن بیش از سه برابر بودجهٔ آن بود. سه فیلم به‌دست دی‌کاپریو در سال ۲۰۱۳ تهیه‌کنندگی شد: فیلم مهیج رانر رانر، که زان بروکس در گاردین آن را «فیلمی سست و مزخرف که از سر اجبار کاری را پیش می‌برد» توصیف کرد؛ فیلم مهیج از لحاظ تجاری شکست‌خوردهٔ خارج از کوره؛ و کمدی-درام گرگ وال استریت.
دی‌کاپریو در گرگ وال استریت برای پنجمین بار با اسکورسیزی کار کرد. این فیلم بر پایهٔ زندگی کارگزار بورس جردن بلفورت (با بازی دی‌کاپریو) است که در اواخر دههٔ ۱۹۹۰ به دلیل کلاهبرداری از اوراق بهادار و پولشویی دستگیر شد. دی‌کاپریو از زمانی که زندگی‌نامهٔ بلفورت را خوانده بود و به‌همراه برادران وارنر در جنگ پیشنهاد خرید مقابل برد پیت و پارامونت پیکچرز برای حقوق کتاب خاطرات بلفورت پیروز شد، می‌خواست نقش بلفورت بازی کند. او دوست‌دار نمایش صادقانه و بی‌رودربایستی بلفورت از تجربیات واقعی خود در کتاب بود و از بحران مالی ۲۰۰۸–۲۰۰۷ برای ساختن فیلم الهام گرفت. گرگ وال استریت بابت کار مشترک اسکورسیزی و دی‌کاپریو نقدهای مثبتی دریافت کرد. تاد مک‌کارتی از هالیوود ریپورتر، دی‌کاپریو را بابت درک کامل پتانسیل شخصیتش با اجرایی بدون کوچک‌ترین نگرانی تحسین کرد. جاناتان رامنی از فیلم کامنت نوشت که دی‌کاپریو مقدار زیادی استعداد کمدی‌وار در اجرای خود به نمایش می‌گذارد. این فیلم برای او جایزه گلدن گلوب بهترین بازیگر مرد – فیلم موزیکال یا کمدی و نامزدی جایزه بفتای بهترین بازیگر مرد و همچنین نامزدی‌های جایزه اسکار بهترین بازیگر مرد و بهترین فیلم را به ارمغان آورد.

### ۲۰۱۴–اکنون: مستندهای زیست‌محیطی و کسب جایزه‌ها
دی‌کاپریو در سال ۲۰۱۵ با فیلم بازگشته آلخاندرو گونزالز اینیاریتو بار دیگر به عنوان یک بازیگر قدرتمند مورد توجه قرار گرفت و در ابتدا جایزه گلدن گلوب، جایزه انجمن منتقدان فیلم شیکاگو، جایزه بفتا و جایزه ستلایت را از آن خود کرد. او در ادامه برای ششمین بار نامزد جایزه اسکار شد و توانست این بار برای اولین بار جایزه اسکار بهترین بازیگر نقش اول مرد را به دست آورد. پیام تبریک به او در توییتر رکورد بیشترین پیام اختصاصی را شکست و به مرز دو میلیون رسید و همچنین در اکثر نقاط کشورهای مختلف پس از دریافت اسکار وی دست به خوشحالی و شادی زدند.
در سال ۲۰۱۶ فعل Leo به معنی «به‌دست آوردن چیزی پس از سال‌ها تلاش» به گنجینهٔ دیکشنری آکسفورد اضافه گردید که این فعل برگرفته از نام لئوناردو دی‌کاپریوست که توانست پس از سال‌ها تلاش در این سال برندهٔ جایزهٔ اسکار شود.

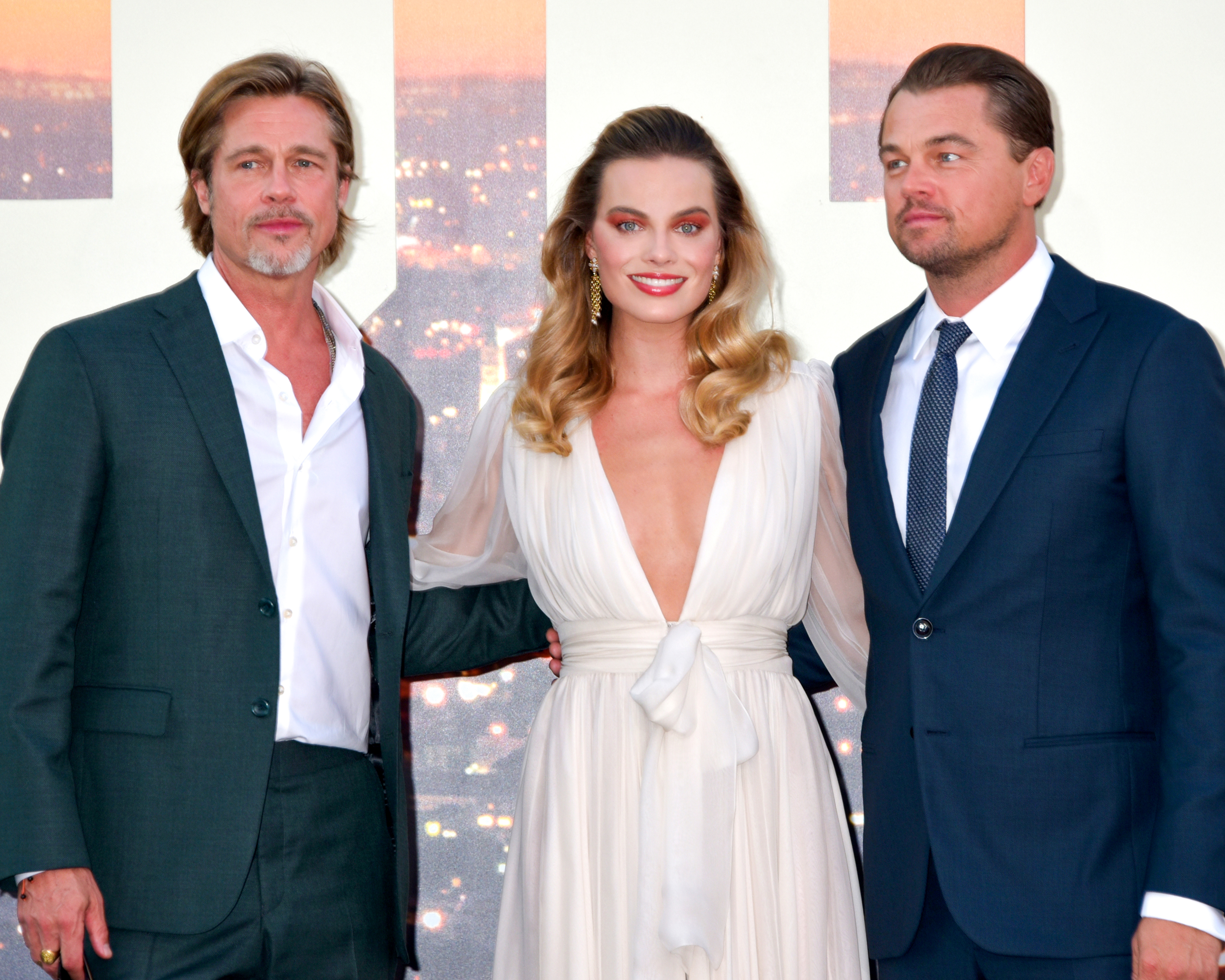
دی‌کاپریو، مارگو رابی و برد پیت پس از اکران فیلم روزی روزگاری در هالیوود

پس از تهیه‌کنندگی و گویندگی مستند گرمایش جهانی یخ در آتش (۲۰۱۹)، دی‌کاپریو در پی وقفه‌ای چهارساله به بازیگری بازگشت. او در کمدی-درام روزی روزگاری در هالیوود ساختهٔ کوئنتین تارانتینو، نقش بازیگر تلویزیونی رو به افول به‌نام ریک دالتون را ایفا می‌کند که رابطه‌اش با بدلکارش، کلیف بوث (برد پیت) را به تصویر می‌کشد. او و پیت برای کمک به تأمین بودجهٔ فیلم، با کاهش دستمزدشان موافقت کردند و هر کدام ۱۰ میلیون دلار دریافت کردند. دی‌کاپریو علاقه داشت با پیت کار کند و تارانتینو آن را هیجان‌انگیزترین زوج پس از رابرت ردفورد و پل نیومن توصیف کرد. دی‌کاپریو مجذوب ادای دین این فیلم به هالیوود و تمرکز بر دوستی بین شخصیت‌های خود و پیت بود. او برای این نقش از تجربیات زندگی واقعی از مبارزات و طرد دوستان بازیگرش در این صنعت استفاده کرد. این فیلم در جشنواره فیلم کن ۲۰۱۹ به نمایش درآمد که در آن منتقدان نقش‌آفرینی او و پیت را تحسین کردند. نویسنده‌ای در بیزنس اینسایدر آن را یکی از بهترین اجراهای دوران فعالیت دی‌کاپریو نامید. ایان سندول از دیجیتال اسپای به طرزِ خاصی شیمی این دو بازیگر را دوست داشت، که به گفته او به اصالت ارتباط شخصیت‌هایشان کمک می‌کند. دی‌کاپریو نامزد دریافت جوایز اسکار، گلدن گلوب و بفتای بهترین بازیگر مرد شد. این فیلم بیش از ۳۷۰ میلیون دلار فروش داشت.
دی‌کاپریو در ادامه نقش اصلی درام جنایی اسکورسیزی، یعنی قاتلان ماه گل، را بازی کرد. این فیلم مبتنی بر کتاب به همین نام اثر دیوید گرن بود و او برای بازی در این فیلم ۳۰ میلیون دلار دستمزد گرفت. دی‌کاپریو در ابتدا برای نقش قهرمانانهٔ مأمور اف‌بی‌آی تامس بروس وایت سینیور قرارداد بسته بود اما بر نقش به لحاظ اخلاقی پیچیدهٔ ارنست برکهارت (خواهرزادهٔ قاتل ویلیام کینگ هیل) پافشاری کرد که منجر به بازنویسی‌های گستردهٔ فیلم‌نامه شد. دیوید ارلیش در ایندی‌وایر آن را بهترین اجرا در دوران کاری دی‌کاپریو اعلام کرد. او برای اجرای خود نامزد گلدن گلوب شد.

## بازخورد و سبک بازیگری
در اوایل حرفهٔ دی‌کاپریو، او بابت رفتار بی‌پروایانه و برگزاری دورهمی‌های نفس‌گیر با گروهی از سلبریتی‌های مرد در دههٔ ۱۹۹۰ شهرت یافت. در جستار رسواکننده‌ای که در سال ۱۹۹۸ توسط نیویورک مگزین منتشر شد، روزنامه‌نگار نانسی جو سلز به این گروه به‌عنوان مردانی که پیشهٔ آن‌ها به‌منظور «سراغ‌گیری دختران، دعوا راه انداختن و انعام ندادن به پیشخدمتان زن» بود انتقاد وارد کرد. در جریان فعالیتی نامشخص، دی‌کاپریو به دلیل باز نشدن چتر نجات خود و دوستش جاستین هرویک نزدیک بود که کشته شوند. در پاسخ به این رخداد، دی‌کاپریو گفت به انجام کارهایی که او را می‌ترساند علاقه دارد. جان مک‌کین که سناتور ایالات متحده در آریزونا بود، او را «آدمک دوجنسه» نامید. دی‌کاپریو برداشت مردم از خود را اغراق‌آمیز یافت و افزود: «آن‌ها تو را فلک‌زده می‌خواهند، درست مثل خودشان. آن‌ها قهرمان نمی‌خواهند؛ آنچه که می‌خواهند دیدن سقوط شماست.» استیون اسپیلبرگ که کارگردان اگه می‌تونی منو بگیر با بازی دی‌کاپریو بود، از وجهه و شهرتش به‌عنوان «پسر مهمانی‌رو» دفاع کرد و بر این باور بود که اقدامات دی‌کاپریو نوعی رفتار پیش‌پاافتاده در میان جوانان است و او را شخصی خانواده‌گرا در طول ساخت فیلم توصیف کرد. به‌نظر کارین جیمز در نیویورک تایمز، دی‌کاپریو از آوازه عمومی خود آگاه بود و او را یکی از معدود بازیگرانی نامید که از شهرت خود برای پیشبرد مسائل اجتماعی استفاده کرد. به گفتهٔ کارول کادوالدر در گاردین، دی‌کاپریو «مؤدب، جذاب، جوک می‌گوید، ارتباط چشمی برقرار می‌کند. و به‌علاوه تقریباً از پس ندادن اشاره‌ای تحت هیچ عنوان به شخصیت حقیقی خود بر می‌آید.»
دی‌کاپریو یکی از بهترین بازیگران نسل خود دانسته می‌شود. در نظرسنجی سال ۲۰۲۲ مجلهٔ امپایر، او از سوی خوانندگانِ این مجله به‌عنوان یکی از ۵۰ بازیگر بزرگ تاریخ انتخاب شد. این مجله پشتکار او برای «از هیچ کاری دریغ نکردن (اغلب به معنای واقعی کلمه) به‌منظور به ستوه آوردن شخصیت‌هایش» را ستایش کرد. کالین کاورت در سیاتل تایمز به‌طور مشابه بر این باور بود دی‌کاپریو به‌واسطهٔ ارادهٔ خود برای به عهده گرفتن نقش‌های چالش‌برانگیز که تعداد کمی از معاصرانش قادر به ایفای آن هستند، «ستار شدن در سینما را بازتعریف می‌کند».

## سفیر صلح سازمان ملل و فعالیت‌ها

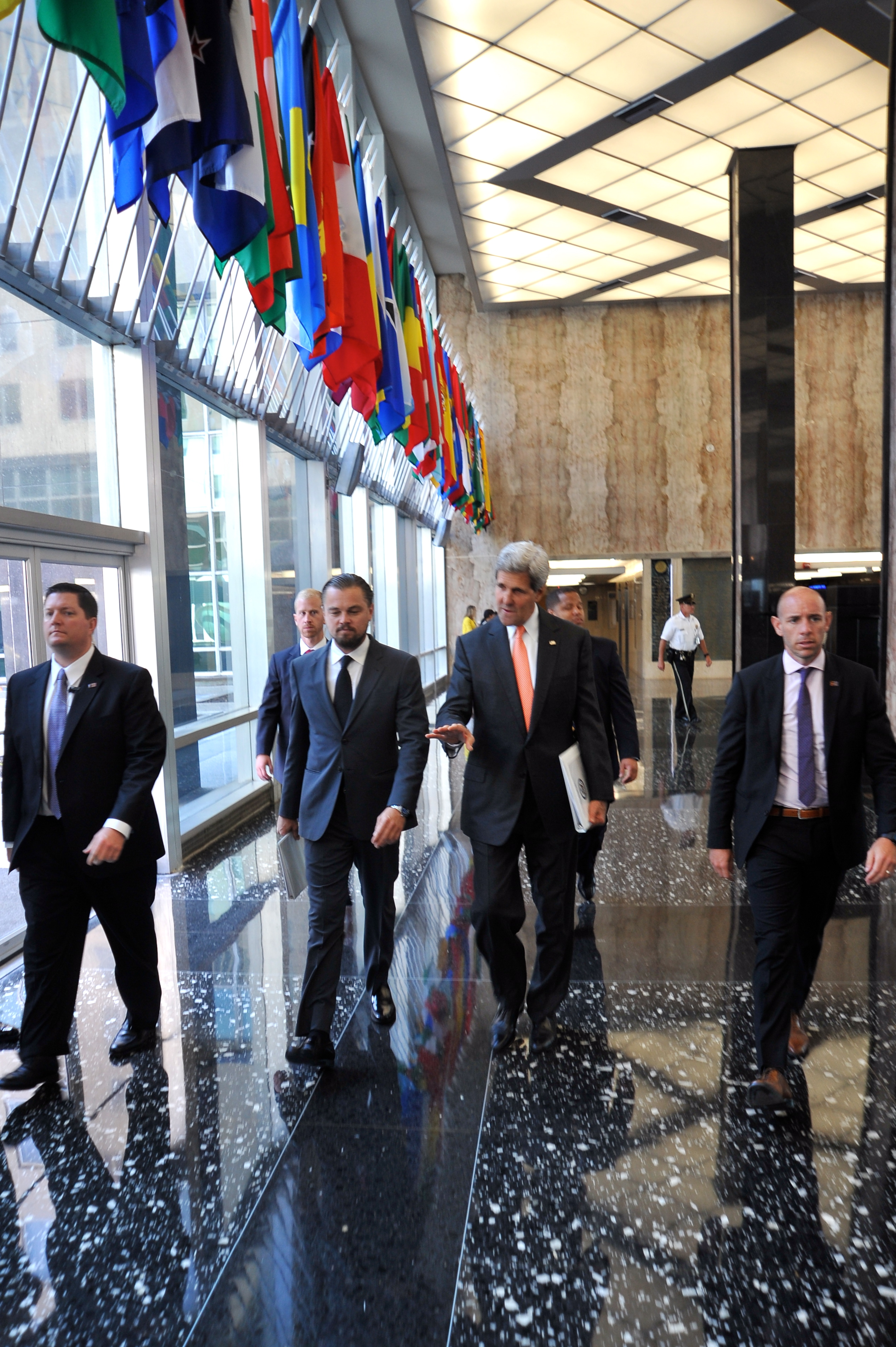
دی‌کاپریو و جان کری دیپلمات آمریکایی

او فعالیت‌های وسیعی را برای منابع طبیعی به خصوص در حفظ و نگه‌داری گوریلها انجام می‌دهد و نیز تقبل بخشی از کمک‌های بیمارستان لس آنجلس که مخصوص کودکان سرطانی‌است را به عهده دارد.
وی در سپتامبر ۲۰۱۴ به سمت سفیر صلح سازمان ملل متحد و نماینده این سازمان در امور تغییرات جوی برگزیده شد. وی از سال ۱۹۹۸ تاکنون همواره برای حفظ محیط زیست تلاش کرده است و در بنیادی که با نام او راه‌اندازی شده، فعالیت می‌کند. او در اکتبر ۲۰۱۴ برای ایجاد و گسترش مناطق حفاظت شده دریایی و همچنین متوقف کردن صید غیرقانونی در دریاها و ۵ اقیانوس زمین، ۲ میلیون دلار کمک کرد، مجموع کمک‌های مالی وی در این زمینه به بیش از ۳ میلیون دلار می‌رسد.
دی‌کاپریو در ۱۶ ژوئن ۲۰۱۶ در واتیکان با پاپ فرانسیس، رهبر مسیحیان جهان، به صورت خصوصی دیدار کرد. این دو نفر در مورد نگرانی‌ها در زمینه محیط زیست سخن گفتند و لئوناردو دی‌کاپریو از طرف مؤسسه خیریه‌اش چکی را به پاپ اهدا کرد. او همچنین کتاب هیرونیموس بوش، نقاش قرن پانزدهم میلادی را به پاپ هدیه داد.
در عوض پاپ هم نسخه‌ای جلد چرمی از لوداتو سی، بخشنامه‌ای که در خصوص محیط زیست نوشته، و کتاب پیشینش «لذت تعالیم مسیح» را به لئوناردو دی‌کاپریو تقدیم کرد.

فعالیت‌های وی منتقدانی نیز دارد که او را به دورویی و ریاکاری متهم کرده‌اند و بیان داشتند که: «دی‌کاپریو از حفظ محیط زیست و گرمایش زمین سخن می‌گوید در حالی که خودش در یاتهای عظیم مهمانی می‌گیرد و با جتهای خصوصی‌اش مسافرت می‌کند که مصرف سوخت بالایی داشته و برای محیط زیست مضرند.»

## زندگی شخصی

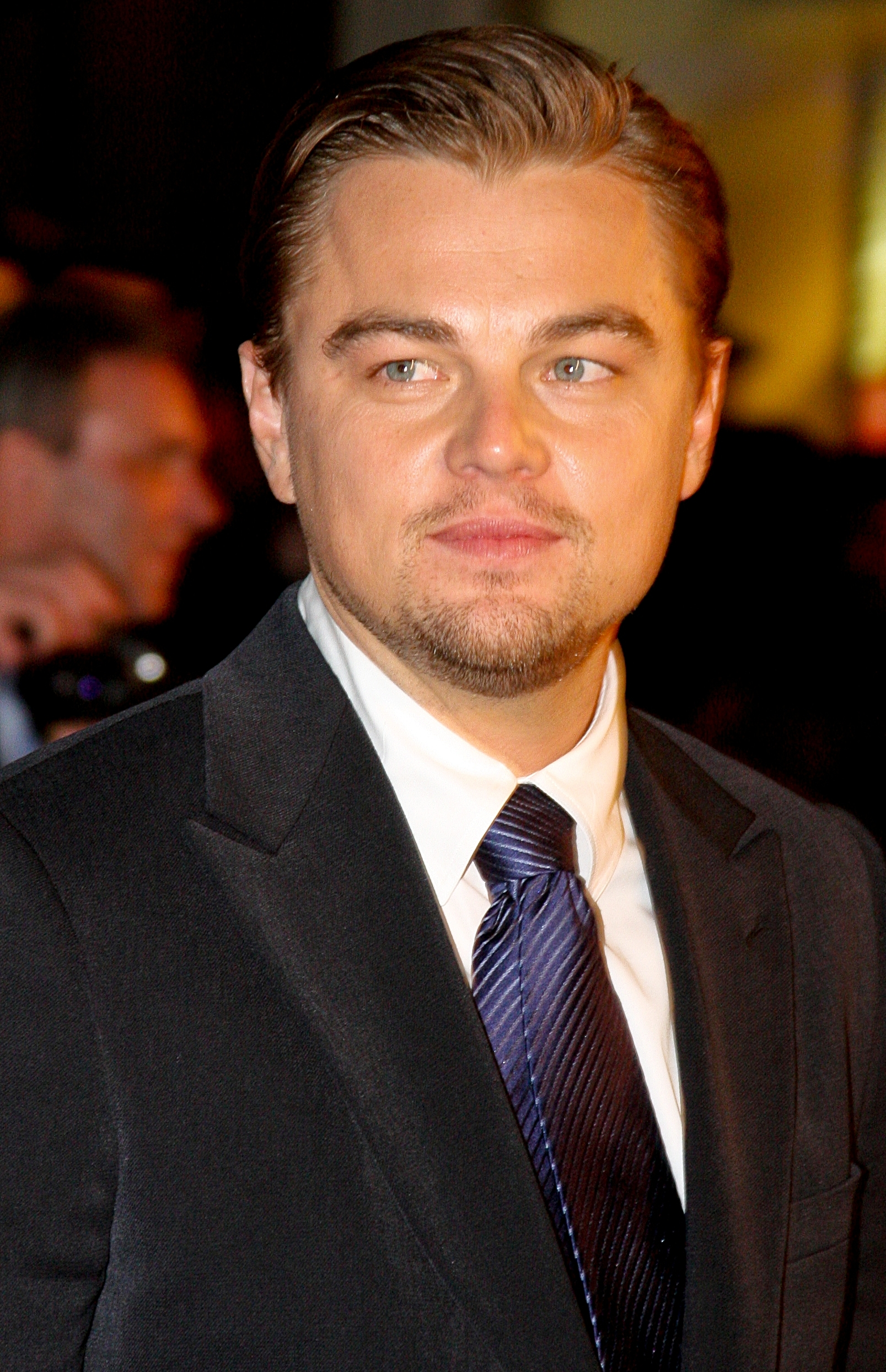
دی‌کاپریو در سال ۲۰۰۸

زندگی شخصی دی‌کاپریو مورد پوشش گسترده رسانه‌ها قرار گرفته است. او به ندرت مصاحبه می‌کند و نسبت به زندگی خصوصی خود کم صحبت می‌کند، اما موضوع اصلی چندین مقاله بوده است که جزئیات کامل رابطه‌هایش با زنان ۲۵ ساله یا کمتر را پرداخته‌اند. دی‌کاپریو در سال ۱۹۹۹ با ژیزلی بینچنی، مدل برزیلی، آشنا شد و تا سال ۲۰۰۵ با او قرار می‌گذاشت. او از سال ۲۰۰۵ تا ۲۰۱۱ با بار رافائلی، مدل اسرائیلی، رابطه عاشقانه داشت. در این مدت او با شیمون پرز، رئیس‌جمهور اسرائیل ملاقات کرد و از شهر زادگاه رافائلی، هود هشارون دیدن کرد. در سال ۲۰۰۵، صورت دی‌کاپریو هنگامی که مدلی به نام آرتا ویلسون در یک مهمانی هالیوود با یک بطری شکسته به سرش ضربه زد، به شدت آسیب دید. ویلسون مجرم شناخته شد و در سال ۲۰۱۰ به دو سال زندان محکوم شد. او از ژوئیه ۲۰۱۳ تا دسامبر ۲۰۱۴ و سپس در سال ۲۰۱۷ با تونی گارن، مدل آلمانی، قرار می‌گذاشت. دی‌کاپریو از سال ۲۰۱۷ تا ۲۰۲۲ با کامیلا مورون، مدل و بازیگر آرژانتینی-آمریکایی در رابطه بوده است.
دی‌کاپریو صاحب یک خانه در لس آنجلس و یک آپارتمان در بتری پارک سیتی است. او در سال ۲۰۰۹ جزیره‌ای به نام بلکادور کی را در قطعهٔ بلیز خریداری کرد—که قرار است در آن یک اقامتگاه زیست‌محیطی افتتاح کند. او در سال ۲۰۱۴ محل اقامت اصلی داینا شور در پام اسپرینگز، کالیفرنیا که توسط دونالد وکسلر طراحی شده است را خریداری کرد.

## فیلم‌شناسی و افتخارات
موفق‌ترین و تحسین‌شده‌ترین آثار دی‌کاپریو بنا به گفتهٔ پورتال آنلاین باکس آفیس موجو و نظر منتقدان وبگاه راتن تومیتوز، فیلم‌های چه چیزی گیلبرت گریپ را آزار می‌دهد (۱۹۹۳)، رومئو + ژولیت (۱۹۹۶)، تایتانیک (۱۹۹۷)، اگه می‌تونی منو بگیر (۲۰۰۲)، دارودسته‌های نیویورکی (۲۰۰۲)، هوانورد (۲۰۰۴)، جدامانده (۲۰۰۶)، الماس خونین (۲۰۰۶)، جزیره شاتر (۲۰۱۰)، سرآغاز (۲۰۱۰)، جنگوی زنجیرگسسته (۲۰۱۲)، گتسبی بزرگ (۲۰۱۳)، گرگ وال استریت (۲۰۱۳)، بازگشته (۲۰۱۵)، روزی روزگاری در هالیوود (۲۰۱۹) و قاتلان ماه گل (۲۰۲۳) هستند. فروش فیلم‌های او تا سال ۲۰۱۹ بیش از ۷٫۲ میلیارد دلار بوده است.
دی‌کاپریو از سوی آکادمی علوم و هنرهای سینما برای نقش‌آفرینی در آثار زیر به رسمیت شناخته شده است.
- ۶۶مین دورهٔ جوایز اسکار (۱۹۹۴): بهترین بازیگر نقش مکمل، نامزدی برای چه چیزی گیلبرت گریپ را آزار می‌دهد
- ۷۷مین دورهٔ جوایز اسکار (۲۰۰۵): بهترین بازیگر، نامزدی برای هوانورد
- ۷۹مین دورهٔ جوایز اسکار (۲۰۰۷): بهترین بازیگر، نامزدی برای الماس خونین
- ۸۶مین دورهٔ جوایز اسکار (۲۰۱۴): بهترین فیلم و بهترین بازیگر، نامزدی برای گرگ وال استریت
- ۸۸مین دورهٔ جوایز اسکار (۲۰۱۶): بهترین بازیگر، پیروزی برای بازگشته
- ۹۲مین دورهٔ جوایز اسکار (۲۰۲۰): بهترین بازیگر، نامزدی برای روزی روزگاری در هالیوود

دی‌کاپریو سه جایزهٔ گلدن گلوب برنده شده است: بهترین بازیگر مرد — فیلم درام برای هوانورد و بازگشته و بهترین بازیگر مرد — فیلم موزیکال یا کمدی برای گرگ وال استریت. او همچنین برای بازگشته برندهٔ یک جایزهٔ بفتا و یک جایزهٔ انجمن بازیگران فیلم شده است.